# Сачко Петро Петрович
Петро Петрович Сачко (1901 — 1962) — український радянський діяч, голова виконавчого комітету Харківської міської ради.

## Життєпис
Член ВКП(б) з 1930 року.
У 1940—1941 роках — заступник голови виконавчого комітету Харківської міської ради депутатів трудящих.
З 1941 по 1943 рік перебував в евакуації.
У 1943 — лютому 1948 року — заступник голови виконавчого комітету Харківської міської ради депутатів трудящих.
У лютому 1948 — 1950 року — голова виконавчого комітету Харківської міської ради депутатів трудящих.
Подальша доля невідома.

## Нагороди
- орден Трудового Червоного Прапора (23.01.1948)
- орден «Знак Пошани» (28.08.1944)
- медалі